# Hamnet Shakespeare

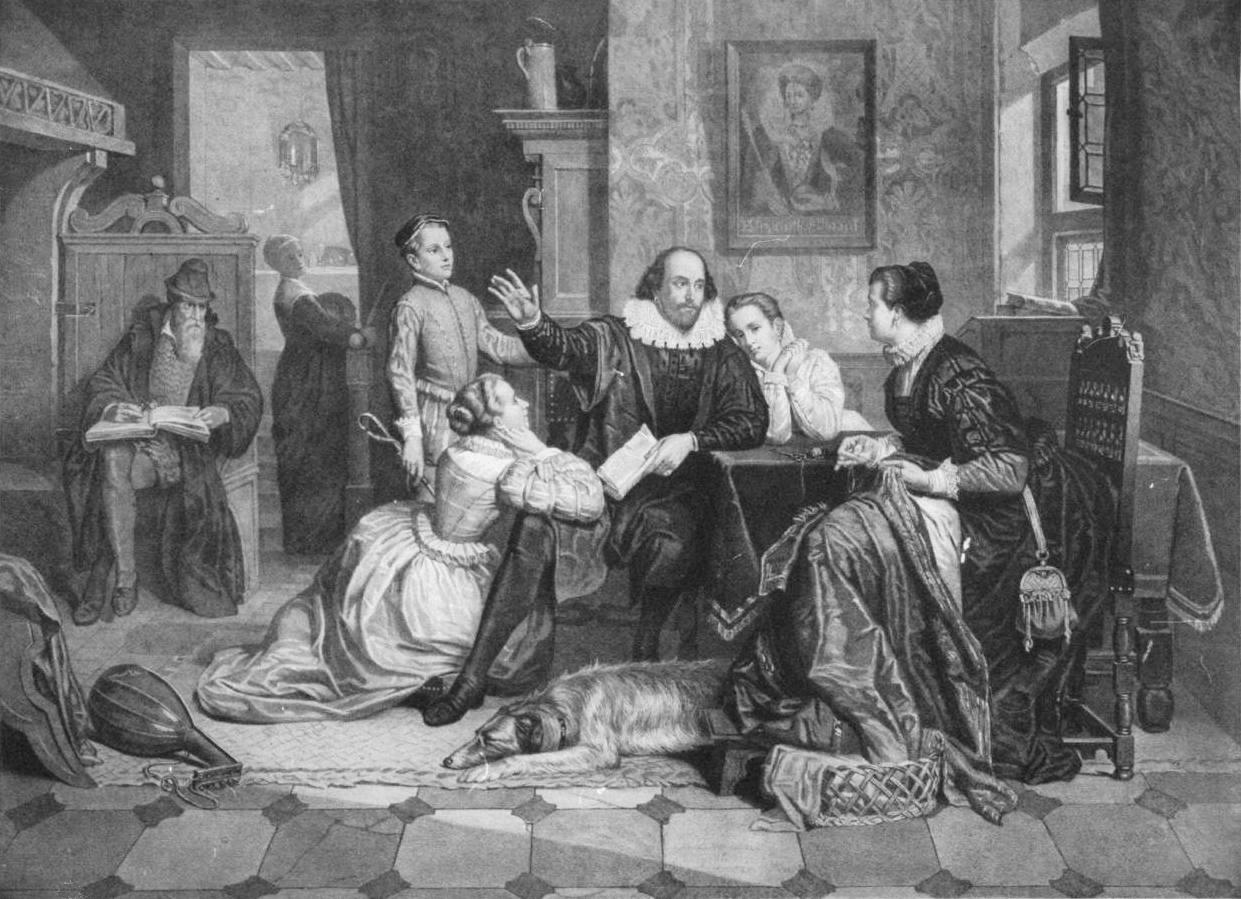
La familia Shakespeare.

Hamnet Shakespeare (bautizado el 2 de febrero de 1585-sepultado el 11 de agosto de 1596) fue el único hijo varón de William Shakespeare y Anne Hathaway, y hermano mellizo de Judith Shakespeare. Murió a los once años de edad por causas desconocidas. Existen numerosas teorías que señalan que su muerte inspiró a su padre a escribir Hamlet, obra probablemente compuesta entre 1599 y 1601. Asimismo, otras teorías postulan una conexión entre su fallecimiento y la posterior creación de obras dramáticas como El rey Juan, Enrique IV, Romeo y Julieta, Julio César, Noche de reyes, entre otras. Las teorías que relacionan a Hamnet con la obra de su padre se hicieron populares a inicios del siglo XVIII y su notoriedad se extendió hasta la década de 1930, época en que surgieron importantes corrientes literarias a favor de excluir los componentes biográficos e históricos en el análisis de las obras literarias, como son el modernismo y la Nueva crítica. En los últimos años, las teorías sobre la relación de Hamnet con las obras de su padre han vuelto a resurgir debido a que la Nueva crítica ha perdido la aceptación de algunos académicos.

## Biografía
Se conoce muy poco sobre la vida de Hamnet. Sin embargo, si hubiese sobrevivido hasta la adultez, el apellido Shakespeare habría perdurado en línea directa. Él y su hermana Judith nacieron en Stratford-upon-Avon, siendo bautizados el 2 de febrero de 1585 en la iglesia Holy Trinity Church, en una ceremonia oficiada por Richard Barton de Coventry. Posiblemente los mellizos fueron bautizados con los nombres de unos amigos cercanos de sus padres, el panadero Hamlet Sadler y su esposa Judith.
Existe escasa información sobre la crianza de Hamnet; sin embargo, una de las teorías propone que fue criado principalmente por su madre Anne en una residencia ubicada en la calle Henley Street, que era propiedad de su abuelo. No obstante, Germaine Greer ha declarado que es improbable que los niños Shakespeare hayan sido criados en Henley Street, y por el contrario plantea la posibilidad de que cuando la pareja Shakespeare eran recién casados se establecieron en una pequeña casa rural, o incluso propone que en los primeros años de su matrimonio arrendaron la casa de New Place, la cual adquirieron posteriormente.
En 1587 William Shakespeare se trasladó a Londres, dejando a su esposa e hijos en Stratford, con el propósito de encontrar un empleo que le permitiese sustentar económicamente a su familia. En el momento en que Hamnet contaba cuatro años de edad su padre se estaba convirtiendo en un famoso dramaturgo. Se cree que la creciente popularidad de Shakespeare no permitió que visitara a su hijo frecuentemente en la casa de Stratford. El biógrafo estadounidense Park Honan sostiene que el hecho de que Hamnet tenía once años de edad en el momento de su muerte sugiere la probabilidad que debe haber completado la escuela primaria antes de su fallecimiento. Según los registros municipales, fue sepultado el 11 de agosto de 1596 en Stratford, en una época en que era normal en Inglaterra que un tercio de todos los niños falleciesen antes de los diez años, por lo que la muerte temprana del hijo de Shakespeare no era un caso aislado.